# Ivan Pumpp
Ivan (Johann) Pumpp (Apatin, oko 1820. – Zagreb, 1908.), hrvatski graditelj orgulja koji je djelovao u Zagrebu od 1847. do 1860. godine.
Radio je na gradnji i pregradnji orgulja u Novoj Gradišci, Srijemskoj Kamenici, Slavonskom Brodu i drugdje. 
Umijeće orguljarskog zanata izučio kod apatinskog majstora Ivana Fischera.